# 陆庆美
陆庆美，中华人民共和国政治人物。
担任黔南布依族苗族自治州政协副主席。1954年，当选第一届全国人民代表大会代表。